# Конвой №6283
Конвой № 6283 — японський конвой часів Другої світової війни, проведення якого відбувалось у січні — лютому 1944-го.
Вихідним пунктом конвою був атол Кваджалейн, на якому була головна японська база на Маршаллових островах. Пунктом призначення став атол Трук у центральній частині Каролінських островів, де ще до війни створили головну базу японського ВМФ у Океанії, звідки до лютого 1944-го провадились операції у цілому ряді архіпелагів.
До складу конвою увійшли транспорти «Каторі-Мару», «Момогава-Мару» та «Кеншо-Мару». Останній 20 грудня зазнав пошкоджень під час нальоту ворожої авіації на Кваджалейн і тепер прямував на буксирі в «Момокава-Мару». Що стосується «Каторі-Мару», то це судно до жовтня мало статус переобладнаного канонерського човна. Хоча після переводу до рангу транспортів з нього зняли дві палубні гармати, проте «Каторі-Мару» все ще мало 76-мм гармату та кілька зенітних кулеметів.
28 січня 1944-го загін полишив Кваджалейн та попрямував на захід (при цьому вже за кілька діб Кваджалейн стане ціллю для десантної операції союзників, що призведе до загибелі всіх кораблів, які залишились на атолі). Хоча поблизу вихідного та, особливо, кінцевого пунктів маршруту традиційно діяли американські підводні човни, проходження конвою № 6283 пройшло без інцидентів і 4 лютого він прибув на Трук. Втім, 17—18 лютого 1944-го Труці зазнає розгрому внаслідок потужного удару авіаносного з'єднання, під час якого загинуть «Момокава-Мару» та «Кеншо-Мару».